# Table de logarithmes
Pour les articles homonymes, voir Table (homonymie).

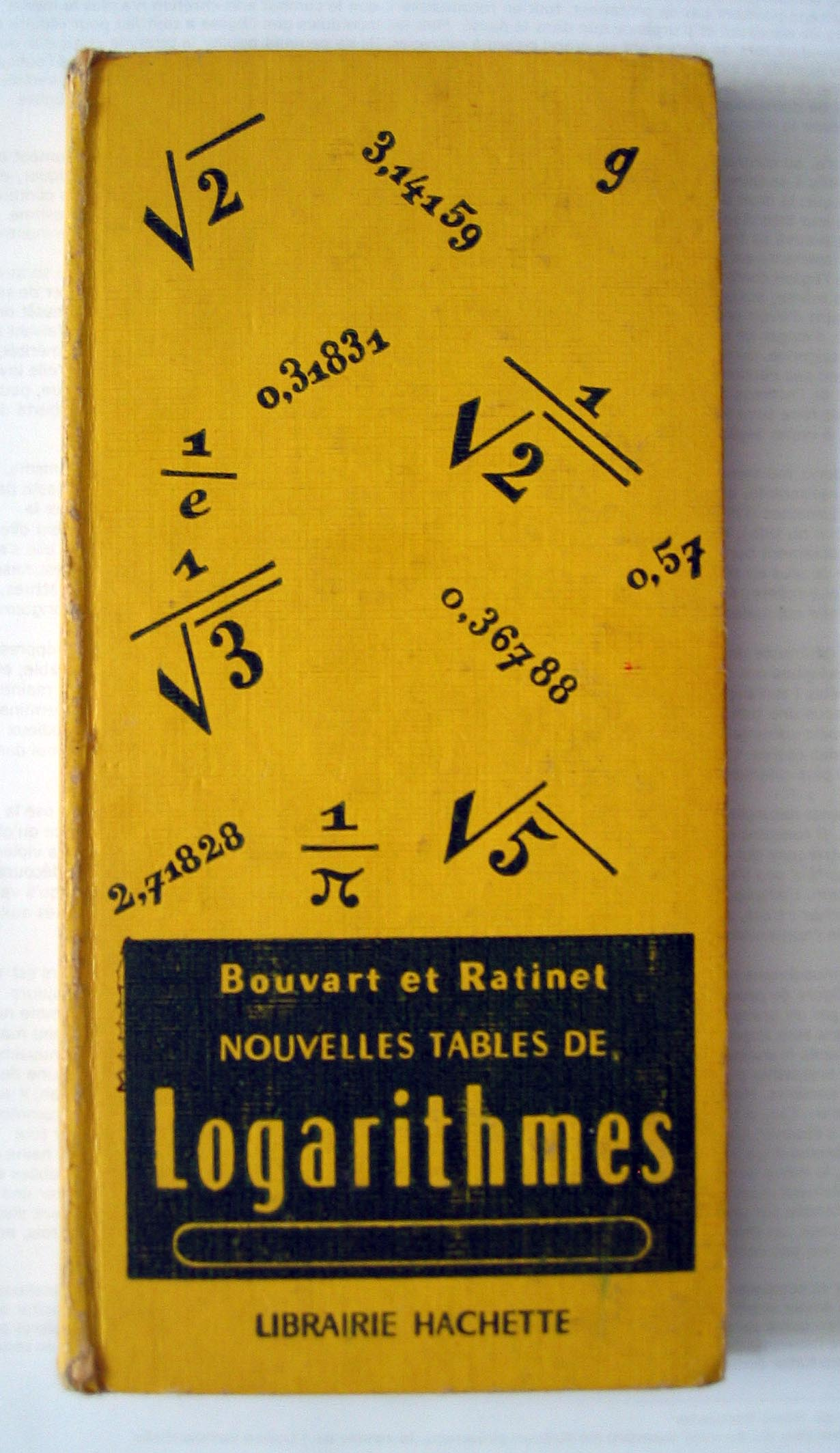
Tables de Logarithmes Bouvart et Ratinet, Librairie Hachette, 1957

Table des logarithmes décimaux de 0,01 à 100 avec cinq chiffres après la virgule, à « lecture naturelle » (les nombres sont indiqués en entier).

Une table de logarithmes est une représentation tabulaire des logarithmes, généralement en base 10, des nombres entiers de 1 à N. Le plus souvent N vaut 10 000, comme dans la table de Bouvart et Ratinet, très répandue en France avant l'apparition des calculatrices, ou 100 000.
La connaissance des logarithmes décimaux des nombres entiers compris entre 10n et 10n+1 suffit, puisque le logarithme des autres nombres peut être obtenu facilement ; seule la partie devant la virgule, ou caractéristique, change. Pour cette raison, la table ne donne le plus souvent que les chiffres après la virgule, appelée la mantisse.
Exemple :
- Le logarithme de 2 est 0,301 03… ;
- le logarithme de 20 est 1,301 03… ;
- le logarithme de 200 est 2,301 03… ;
- dans la table, on lira simplement 301 03.

Lorsque la table donne les logarithmes des nombres jusqu'à 10n, on dispose ainsi des logarithmes pour tous les nombres ayant au plus n chiffres significatifs. Les logarithmes des nombres ayant plus de chiffres significatifs sont calculés par interpolation linéaire. Souvent la table fournit dans la marge des tableaux facilitant l'interpolation.
Les tables logarithmiques sont des aides au calcul de produits, de quotients ou de puissances. On peut cependant aussi calculer une somme de deux nombres dont le logarithme est connu, soit à l'aide d'une table spéciale, de logarithmes additifs (fournie par exemple avec la table de Hoüel), soit à l'aide de la trigonométrie et des tables des logarithmes des fonctions trigonométriques, presque toujours fournies à la suite de la table des logarithmes des nombres entiers.
La trigonométrie permet d'ailleurs de rendre bon nombre de formules calculables par logarithmes.

## Histoire
Les premières tables logarithmiques apparaissent au début du XVIIe siècle dans le but de faciliter les calculs astronomiques. À une époque où tous les calculs se font à la main, elles permettent de transformer les produits en sommes. Pour exécuter le produit de a par b, il suffit de chercher le logarithme de a et celui de b. En effectuant la somme de ces deux logarithmes, on obtient le logarithme de ab. Le produit ab est alors facile à retrouver en lisant la table à l'envers. C'est John Napier (Neper) qui publie les premières tables logarithmiques qui sont des tables de logarithmes de sinus (Mirifici Loagarithmorum Canonis Descriptio, 1614). Henry Briggs qui travaille en collaboration avec Neper a l'idée d'associer au nombre 10 le nombre 1 et il construit ainsi la première table de logarithme décimal ou logarithme de base 10 (1615). Dans le même temps (1603 - 1611), l'astronome Jost Bürgi qui travaille aux côtés de Kepler élabore des tables trigonométriques et une table d'antilogarithmes qui sera publiée en 1620.
Ces tables numériques sont construites à l'aide du principe décrit ci-dessous en n'utilisant que des opérations simples (additions, interpolations linéaires). Les précisions obtenues, 14 décimales par exemple pour la table de Briggs, laissent imaginer la quantité de calculs qu'il a fallu effectuer pour les construire. C'est donc un outil précieux tant pour la difficulté de sa construction que pour son utilité pratique, qui se développe ainsi au cours du XVIIe siècle. Elles sont massivement utilisées pour les calculs pendant plus de trois siècles avant d'être détrônées à la fin du XXe siècle par la mise sur le marché de calculatrices performantes.

### Principe
Le principe de construction consiste à associer une suite arithmétique et une suite géométrique qui progressent de concert. Neper, expliquant son principe, dit en substance :
« Le logarithme d'un sinus est un nombre qui augmente également dans des temps égaux tandis que le sinus décroît proportionnellement. Les deux mouvements ayant lieu dans le même temps et commençant à la même vitesse. »[réf. souhaitée]

### Illustration, construction de la table dulogarithme décimal
On peut présenter une version simplifiée de la construction en imaginant de construire les puissances successives de 1,01. Les calculs s'effectuant à la main à partir des opérations de base (addition, interpolation linéaire), il faut déjà beaucoup de temps pour obtenir une précision de trois ou quatre décimales.

#### Première étape
On détermine la suite des puissances du nombre 1,01 jusqu'à ce que le nombre 10 (la base) soit atteint : on commence avec la première puissance (1,01), puis on ajoute le nombre décalé vers la droite de deux chiffres (multiplié par 0,01) et on obtient la puissance suivante :
- 1,01 + 0,010 1 = 1,020 1.

On continue ainsi, en arrondissant ensuite les résultats en tronquant les chiffres après la quatrième décimale :
- la troisième puissance de 1,01 est égale à 1,030 3 ;
- la 4e puissance est égale à 1,040 6 ; … en utilisant les règles classiques des arrondis, par exemple :
- la 11e puissance vaut 1,115 5 ;
- la 12e puissance est alors 1,115 5 + 0,011 2 = 1,126 7 ; …
- enfin la 231e puissance est 9,959 ; et la 232e puissance est 10,059.

On s'arrête lorsque 10 a été dépassé. On obtient alors la table suivante :
| n   | 1,01n   |
| --- | ------- |
| 1   | 1,01    |
| 2   | 1,020 1 |
| 3   | 1,030 3 |
| 4   | 1,040 6 |
| …   | …       |
| 11  | 1,115 5 |
| 12  | 1,126 7 |
| …   | …       |
| 231 | 9,959   |
| 232 | 10,059  |

L'apport de Neper est d'envisager que le mouvement est continu, c'est-à-dire que l'on peut combler les trous. Puisque pour n = 231, on arrive à 9,959 et que pour n = 232, on arrive à 10,059, c'est entre ces deux nombres que l'on va arriver à 10. On peut alors envisager une interpolation linéaire : un écart de 1 dans la colonne de gauche correspond à un écart de un dixième dans la colonne de droite. Pour arriver à 10 en partant de 9,959, il faut ajouter 0,41 dixième. Il faut donc ajouter 0,41 unité dans la colonne de gauche. Au nombre 10 correspond donc 231,41. Si l'on veut faire correspondre, au nombre 10 le nombre 1, il suffit de diviser tous les termes de la colonne de gauche par 231,41. On obtient ainsi des valeurs approchées des logarithmes décimaux de toutes les puissances de 1,01 (présentés dans la colonne de droite du tableau ci-dessous).

#### Deuxième étape
On construit alors un tableau de correspondances qu'il suffit de compléter pour les valeurs intermédiaires à l'aide d'une interpolation linéaire
| n     | a       | log(a)   |
| ----- | ------- | -------- |
| 1     | 1,01    | 0,004 32 |
| 2     | 1,020 1 | 0,008 64 |
| 3     | 1,030 3 | 0,012 96 |
| 4     | 1,040 6 | 0,017 28 |
| …     | …       | …        |
| 11    | 1,115 5 | 0,047 53 |
| 12    | 1,126 7 | 0,051 85 |
| …     | …       | …        |
| 69    | 1,986 7 | 0,298 18 |
| 70    | 2,006 6 | 0,302 50 |
| …     | …       | …        |
| 231   | 9,959   | 0,998 27 |
| 231,4 | 10      | 1        |

Pour déterminer, par exemple, le logarithme en base 10 du nombre 2, il suffit de parcourir la table des puissances de 1,01 et de lire que 2,00 se situe entre la 69e puissance (1,986 7) et la 70e puissance de 1,01 (2,006 6). D'une interpolation linéaire, 2 en ressort avec une puissance de 69,66, donc 1,01⋅69,66≈ 2, c’est-à-dire 69,66⋅log(1,01) ≈ log(2).
Pour déterminer le logarithme base 10 de 2, il ne reste plus qu'à effectuer la division 69,66 / 231,4 ≈ 0,30104 qui correspond bien à une valeur approchée de log(2) .
En réalité, les tables de logarithmes furent construites à la main avec davantage de précisions, en partant par exemple des puissances de 1,000 001. Si on affecte alors arbitrairement la valeur 0,000 001 au logarithme de 1,000 001, on obtient la valeur de 1 pour le logarithme de 2,718 28, donnant ainsi une légitimité au logarithme naturel (ou népérien) de base e.

## Utilisation d'une table de logarithmes

### Lecture
De simples tables de logarithmes à cinq décimales sont généralement développées de telle sorte que les nombres formés des deux premiers chiffres (de 10 à 99) forment le bord gauche du tableau, tandis que les derniers chiffres (de 0 à 9) apparaissent en tête de colonne.
Une table de logarithmes se présente sous la forme suivante :
```
N    0    1    2    3   …   9
10 0000 0043 0086 0128  … 0374
11 0414 0453 0492 0531  … 0756
12 0792 0828 0864 0899  … 1106
13 1139 1173 1206 1239  … 1430
14 1461 1492 1523 1553  … 1732
15 1761 1790 1818 1847  … 2014
16 2041 2068 2095 2122  … 2279
17 2304 2330 2355 2380  … 2529
18 2553 2577 2601 2625  … 2765
19 2788 2810 2833 2856  … 2989
·    ·    ·    ·    ·       ·       
·    ·    ·    ·    ·       ·
·    ·    ·    ·    ·       ·
99 9956 9957 9957 9958  … 9960

```

Ici, le chiffre des unités et celui des dixièmes du nombre N figurent dans la colonne de gauche et le chiffre des centièmes dans la première ligne. À l'intersection d'une ligne et d'une colonne, on lit log(N).
Exemple 1 : Comment déterminer log(1,53) ?
On se place dans la ligne 15 et dans la colonne 3 et on lit 1847. On peut donc conclure que
log(1,53) ≃ 0,184 7
Exemple 2 : Comment déterminer log(0,001 53) ?
On sait que la caractéristique de ce nombre est –3 et que sa mantisse est log(1,53).
Donc log(0,001 53) = –3 + 0,184 7 ≃ –2,8153
Exemple 3 : Comment déterminer log(18,27) ?
On sait que sa caractéristique est 1 et que sa mantisse est log(1,827). On se place donc dans la ligne 18 et entre la colonne 2 et la colonne 3. Il faut alors faire une interpolation linéaire
log(1,82) ≃ 0,260 1 et log(1,83) ≃ 0,262 5 soit une différence de 24 dix-millièmes. L'interpolation linéaire permet d'approcher les logarithmes des nombres compris entre 1,82 et 1,83 de la manière suivante
log(1,821) ≃ 0,260 1 + 0,000 24
log(1,822) ≃ 0,260 1 + 0,000 48
…
log(1,827) ≃ 0,260 1 + 7 × 0,000 24 ≃ 0,261 8
log(18,27) ≃ 1,261 8
Exemple 4 : Quel est le nombre dont le logarithme est 1,208 ?
On sait que la caractéristique est 1 et que le nombre s'écrit donc N × 10 avec log(N) = 0,208
Dans la table de logarithmes, 2 080 est compris entre 2 068 et 2 095 (différence de 27). Le nombre 2 068 est dans la ligne des 16 et dans la colonne des 1 donc 0,206 8 = log(1,61). De même 0,209 5 = log(1,62). On procède donc encore à une interpolation linéaire
0,206 8 + 0,000 27 = 0,207 07 = log(1,611)
0,207 07 + 0,000 27 = 0,207 34 = log(1,612)
…
0,206 8 + 4 × 0,000 27 = 0,207 88 = log(1,614)
0,206 8 + 5 × 0,000 27 = 0,208 15 = log(1,615)
0,208 ≃ log(1,614)
101,208 ≃ 16,14